# Jean Paul

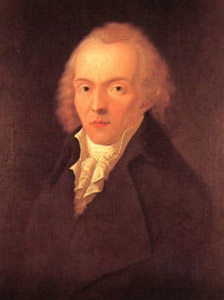
Jean Paul

Jean Paul, pseudoniem van Johann Paul Friedrich Richter (Wunsiedel, 21 maart 1763 – Bayreuth, 14 november 1825), was een Duits pedagoog en schrijver van satirische romans.

## Leven
Jean Paul werd in het Fichtelgebergte geboren als zoon van een lutheraans dominee, organist en schoolmeester, en groeide in armzalige omstandigheden op. Hij bezocht het gymnasium in Hof en vatte in 1781 een studie in de theologie aan in Leipzig, die hij echter in 1784 niet langer kon bekostigen. Zijn eerste publicatie, een reeks erudiete satires, was zonder succes gebleven, en in 1785 overleed zijn vader, waarna hij twee jaar bij zijn moeder bleef wonen in zware financiële nood. In 1787 werd hij privéleraar op het slot Töpen. In 1790 richtte hij een basisschool te Schwarzenbach op, ondertussen verder romans schrijvend.
Geleidelijk bereikte Johann Paul Richter, die zich als eerbetoon aan Rousseau Jean Paul had genoemd, erkenning en financiële stabiliteit met zijn humoristische schrijfselen, waarvan het Leben des vergnügten Schulmeisterleins Maria Wutz autobiografische kenmerken heeft. Zijn grote doorbraak kwam in 1795 met Hesperus. Het daaropvolgende jaar trok hij naar Jena en Weimar en ontmoette er Goethe en Schiller. Na zijn moeders dood in 1797 leidde hij een peripathetisch bestaan met grote literaire activiteit; hij kwam in contact met de vroege Romantiek en las de werken van Herder, van wie hij een goede vriend werd. Hij woonde een tijd in Leipzig en Hildburghausen, en vervolgens in Weimar en Berlijn, alwaar hij in 1801 huwde met Karoline Mayer; vervolgens woonde hij nog te Coburg. Tijdens deze zwerfperiode ontstond zijn grootste roman, Titan, een satire op het absolutisme. Uiteindelijk, in 1804, vestigde hij zich in Bayreuth, waar hij tot zijn dood gebleven is.
Jean Paul sprak zich geregeld uit over alle mogelijke zaken. Zo verfoeide hij, bijvoorbeeld, het voeren van oorlog. Hij noemde dat "het taaiste barbarisme uit de voortijd".
Jean Paul is een schrijver die zich niet in een bepaalde traditie laat indelen: hij stond in zijn jeugd onder de invloed van de Verlichting en heeft nooit zijn belerende scepsis verloren. De invloeden die hij onderging van Herder en de romantici, met de nadruk op het gevoelsleven, worden steeds gerelativeerd door een gevatte, ironische geestigheid. Jean Paul is derhalve in zekere zin een overbruggingsfiguur tussen Verlichting en Romantiek, die daarenboven in zijn burgerlijkheid de Biedermeier aankondigt, ofschoon deze definitie zijn niet geringe originaliteit verwaarloost. Het werk van Jean Paul is excentriek, doorwrocht en eigenzinnig; psychologische analyse wordt afgewisseld met filosofische uitweiding. In een belangrijk theoretisch traktaat, Vorschule der Ästhetik, ijvert hij voor een onderbouwd soort humor die resulteert uit beeldspraak: de bizarre metaforen die Jean Paul gebruikt, zijn, in tegenstelling tot wat een ongeoefend lezer zou kunnen vermoeden, doelbewust en maken deel uit van de Witz die bijdraagt tot Jean Pauls hoogst persoonlijke stijl. Dit heeft tot gevolg dat men als lezer dient te beseffen dat iets in feite Witz is, teneinde erom te kunnen lachen — zo niet is het gewoon bizar. In dit traktaat gewaagt Jean Paul tevens van een Nederlandse en een Italiaanse school qua schildering van personages.

## Pedagogiek
Jean Paul heeft als pedagoog vooral bekendheid gekregen door zijn opvoedingstheorie, de Levana oder Erziehlehre uit 1807. Hij vraagt zich daarin af of er iets mooiers bestaat dan een vrolijk zingend kind. Hij noemt de vrolijke stemming zelfs een grondvoorwaarde voor een goed verlopende kinderlijke ontwikkeling. Voor alle opvoeding geldt dat als kinderen opgewekt zijn de ontwikkeling als het ware vanzelf verloopt en, omgekeerd, dat als kinderen treurig zijn elke opvoedingsinspanning vergeefs is. Opgewektheid komt de mens niet altijd aanwaaien en vraagt een zekere inspanning. Het is een typisch menselijk kenmerk. Deze zienswijze inspireerde Fröbel tot het ontwerpen van zijn bekende knutsel- en spelactiviteiten in het kleuteronderwijs. In de handleiding bij de eerste 'Spielgabe' beschrijft hij het belang van het spel als activiteit en als middel om kinderen in een vrolijke stemming te houden tijdens het onderwijsleerproces.
In de pedagogiek van Jean Paul zijn verschillende elementen uit de Romantiek herkenbaar, die door Otto Friedrich Bollnow later zijn uitgewerkt in zijn verhandeling over de Duitse Romantiek (Die Pädagogik der deutschen Romantik).
Van Herder had Jean Paul geleerd dat de mens van nature is aangelegd op de realisering van humaniteit. Elk mens heeft, volgens deze opvatting, de opgave om individueel uitdrukking te geven aan de algemene idee van menselijkheid. In zijn opvoedingstheorie, de Levana, komt deze gedachte later terug. Daarin is het de voornaamste taak van de opvoeding: het tot ontwikkeling laten komen, stimuleren en vormen van deze individualiteit.
Het belang van een goede taalontwikkeling kan volgens Jean Paul nauwelijks worden overschat. In zekere zin is de taal zelfs mede-opvoeder en kan er in plaats van over moedertaal beter gesproken worden over 'taalmoeder'. Behalve het leren benoemen van de dingen, het leren onderscheiden, de ontwikkeling van het gevoelsleven, leert het kind door middel van de taal ook de wereld te 'veroveren' en te verklaren. Het leren van grammatica, bij voorkeur tijdens het leren van een vreemde taal (zo mogelijk het Latijn), kan worden opgevat als eerste filosofische reflectie.
Godsdienstige opvoeding behoort voor Jean Paul eveneens bij de kern van alle opvoeding, aangezien de mens pas ten volle mens wordt door religie. In de geloofsoverdracht bereikt men echter niets wanneer men het bestaan van God wil bewijzen. Het oneindige wordt slechts plotseling aanschouwd. "Slechts op vleugels kan men daar komen en niet via een trap." Af en toe doen de pedagogische overwegingen van Jean Paul denken aan de redeneringen van Schleiermacher. Bijvoorbeeld in zijn nadruk op een positief opvoedingsklimaat en in zijn constatering dat slechts een deel van de opvoeding opzettelijke geschiedt, want voor het overige wordt er 'opgevoed' door de culturele omgeving en de tijdgeest. Dat beseffende betekent nog niet dat daarin berust moet worden. De opzettelijke opvoeding tracht om die reden 'boven de tijdgeest' uit te stijgen'. Het kind moet volgens Jean Paul niet voor het heden worden opgevoed maar voor de toekomst. Want de tegenwoordige tijd werkt reeds onophoudelijk en gewelddadig in op het leven van het kind. In het historische proces heeft de opvoeding de functie om steeds vooruit te grijpen op de volgende generatie ('intergenerationele opvoeding').
Toen Jean Paul in 1825 geheel blind gestorven was, werd er in de rouwstoet een exemplaar van de Levana meegedragen, terwijl de gehele onderwijswereld van Bayreuth hem naar zijn laatste rustplaats bracht. Het laatste wat hij zich nog had laten voorlezen, was uit de Psychologie van Herbart.

## Romans
Zijn roman Blumen-, Frucht- und Dornenstücke bevat een notoire schildering van een droom, 'Rede des toten Christus vom Weltgebäude herab', die in wezen een nihilistisch visioen over de vergankelijkheid is: het gelaat van Christus blijkt een doodshoofd te zijn. Op 15 november 1790, aldus zijn dagboek, had Jean Paul zelf een visioen waarin hij zijn eigen dood aanschouwde: dit was voor hem de ingrijpendste dag uit zijn leven. Zijn ironische zelfobservatie en gerichtheid op de geneugten des levens zijn waarschijnlijk uitvloeiselen van deze ervaring.
Jean Paul heeft verdiensten op verschillende gebieden: als romancier vormt hij een Duitse evenknie voor Laurence Sterne, die een groot voorbeeld voor hem was, en ook als stilist heeft hij zijn sporen nagelaten. De vorm van het feuilleton werd wezenlijk door hem beïnvloed. Hij bekleedt een unieke positie als symbiose tussen de Weimarer Klassik en de Romantiek, aangevuld met een extreem persoonlijke ironische toets. Mahler, als groot bewonderaar, vernoemde zijn Eerste symfonie naar de Titan van Jean Paul, niettegenstaande de afwezigheid van inhoudelijke overeenkomsten.

## Werken
- 1783 Grönländische Prozesse oder satirische Skizzen (verhalenbundel)
- 1789 Auswahl aus des Teufels Papieren (roman)
- 1793 Die unsichtbare Loge (fragmentarische roman)
- 1793 Das Leben des vergnügten Schulmeisterleins Maria Wutz in Auenthal. Eine Art Idylle (novelle, oorspronkelijk onderdeel van Die unsichtbare Loge)
- 1795 Hesperus oder 45 Hundsposttage (roman)
- 1796 Das Leben des Quintus Fixlein (roman)
- 1797 Blumen-, Frucht- und Dornenstücke; oder Ehestand, Tod und Hochzeit des Armenadvokaten F. St. Siebenkäs im Reichsmarktflecken Kuhschnappel (roman)
- 1800-03 Titan (roman)
- 1804 Vorschule der Ästhetik (verhandeling)
- 1807 Levana oder Erziehlehre (pedagogische verhandeling)
- 1805 Flegeljahre (roman)
- 1808 Friedens-Predigt an Deutschland (verhandeling)
- 1809 Dr. Katzenbergers Badereise (roman)
- 1812 Leben Fibels (roman)
- 1817 Politische Fastenpredigten (verhandelingen)
- 1822 Des Feldpredigers Schmelzle Reise nach Flätz (verhalenbundel)

## Invloed in de muziek (selectie)

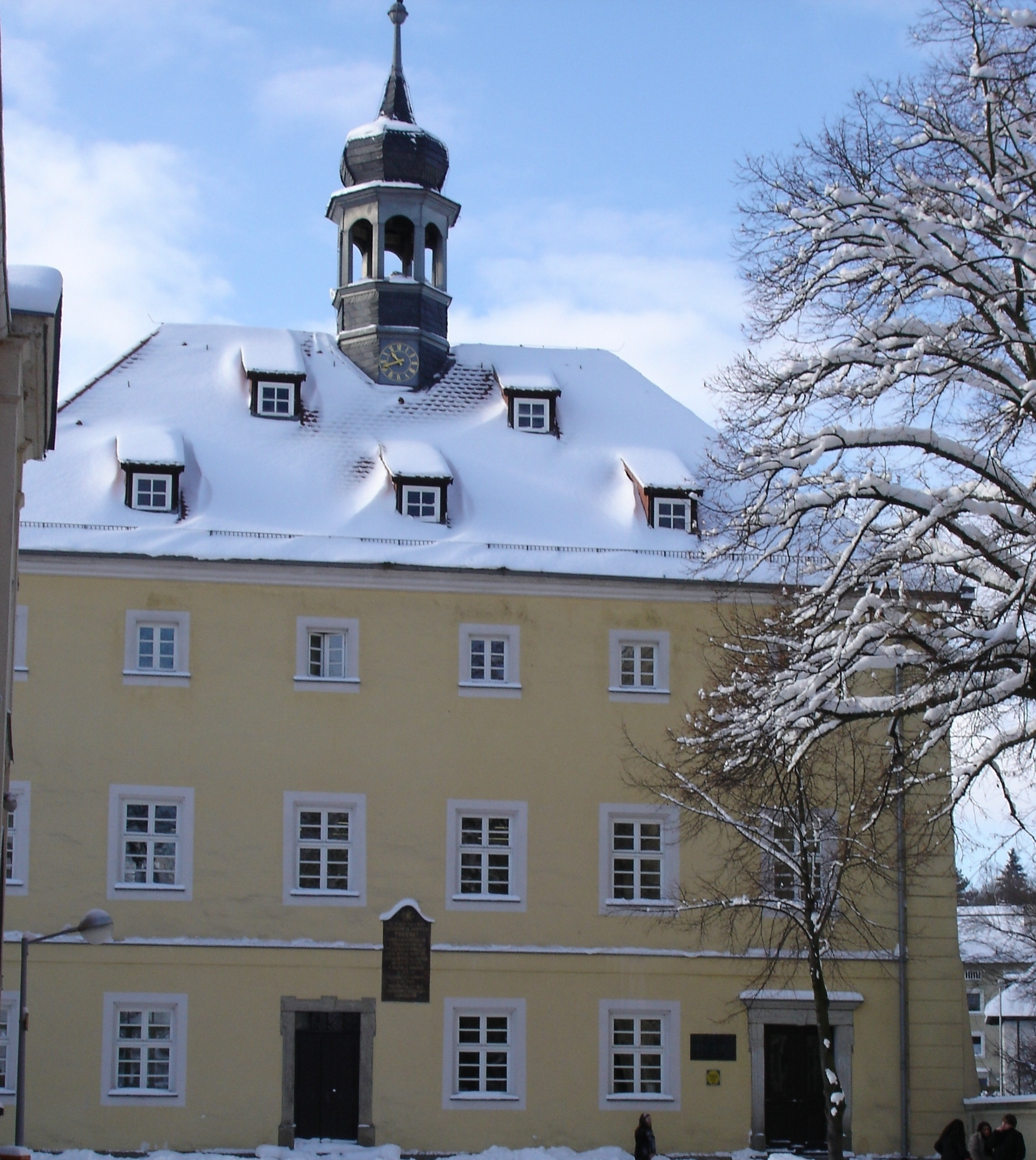
Jean-Paul-Gymnasium Hof

- Robert Schumann: Papillons pour le pianoforte seul, 1832.
- Johann Friedrich Kittl: Wär’ ich ein Stern, 1838.
- Robert Schumann: Blumenstück, 1839.
- Carl Grünbaum: Lied (Es zieht in schöner Nacht der Sternenhimmel), 1840.
- Ernst Friedrich Kauffmann: Ständchen nach Jean Paul, 1848.
- Carl Reinecke: O wär’ ich ein Stern (uit: Flegeljahre), 1850.
- Stephen Heller: Blumen-, Frucht- und Dornenstücke (Nuits blanches), 1850.
- Marta von Sabinin: O wär ich ein Stern, 1855.
- Ernst Methfessel: An Wina, 1866.
- Gustav Mahler: Sinfonie Nr. 1 in D-Dur (Titan), 1889.
- Ferdinand Heinrich Thieriot: Leben und Sterben des vergnügten Schulmeisterlein Wuz, 1900.
- Hugo Leichtentritt: Grabschrift des Zephyrs, 1910.
- Henri Sauguet: Polymetres, 1936.
- Eduard Künneke: Flegeljahre, 1937.
- Karl Kraft: Fünf kleine Gesänge auf Verse des Jean Paul für Singstimme und Klavier, 1960.
- Walter Zimmermann: Glockenspiel für einen Schlagzeuger, 1983.
- Wolfgang Rihm: Andere Schatten (uit: Siebenkäs), 1985.
- Oskar Sala: Rede des toten Christus vom Weltgebäude herab, dass kein Gott sei, 1990.
- Iván Eröd: Blumenstück für Viola solo, 1995.
- Thomas Beimel: Idyllen, 1998/99.
- Christoph Weinhart: Albanos Traum, 2006.
- Georg Friedrich Haas: Blumenstück (uit: Siebenkäs), 2009.
- Ludger Stühlmeyer: Zum Engel der letzten Stunde (uit: Das Leben des Quintus Fixlein), 2013.